# ZSU-23-4
Le ZSU-23-4 Shilka (russe : ЗСУ-23-4 « Ши́лка ») est un canon antiaérien automoteur développé à la fin des années 1950 par l’Union soviétique et adopté par l’armée de ce pays en 1962.
Légèrement blindé et armé de quatre canons de 23 mm dirigés par radar, le ZSU-23-4 est considéré depuis son apparition comme une menace majeure pour l’aviation de l’OTAN. Le véhicule est également une réussite commerciale, ayant été exporté dans plus de trente pays, et est toujours en service actif en 2020 dans un grand nombre de ceux-ci.

## Dénomination
La dénomination est composée de trois éléments. Les trois premières lettres identifient le type de véhicule : ZSU, ou ЗСУ en cyrillique, sont l’abréviation de Zenitnaya Samokhodnaya Ustanovka (Зенитная Самоходная Установка), qui signifie « système automoteur antiaérien ». Les deux chiffres qui suivent désignent le calibre de l’armement pour le premier, soit 23 mm, et le nombre de canons pour le second, en l’occurrence quatre.
Le troisième élément est un surnom, orthographié Ши́лка en cyrillique, mais dont la signification est sujette à débat : Mike Guardia le met en relation avec la rivière Chilka (Шилка), en Sibérie, du fait que les autres véhicules soviétiques de même type portent également des noms de cours d’eau sibériens, comme le ZSU-37-2 Yensei, évoquant le Ienisseï, ou le 2K22 Tunguska. Steven Zaloga le relie en revanche au mot russe ши́ло, « poinçon ».
La version ZSU-23-4M aurait dû initialement prendre le surnom de Biryuza (бирюза), « turquoise » à la place de Shilka, mais la popularité de ce dernier fit que le Ministère de la Défense soviétique renonça finalement à changer le surnom.

## Histoire

### Développement et production
Le développement du ZSU-23-4 commença en avril 1957 afin de succéder au ZSU-57-2, que l’absence de radar, et donc de capacité tout-temps, commençait à rendre obsolète. Il faisait partie d’un projet visant à la conception de deux véhicules anti-aériens, l’un équipé de quatre canons de 23 mm et destiné à l’escorte des formations motorisées, et l’autre équipé de deux canons de 37 mm et dont la mission était d’accompagner les divisions blindées. Les deux projets furent appelés respectivement Shilka et Yensei, d’après des cours d’eau de Sibérie, et confiés au bureau de développement no 16, à Moscou. Un prototype de chaque véhicule fut livré en décembre 1960, celui du Shilka étant basé sur le châssis du PT-76 et celui du Yensei sur le SU-100. Les essais montrèrent rapidement que le Shilka était près de deux fois plus efficace que le Yensei, ce qui conduisit à abandonner le développement de celui-ci; le ZSU-23-4 fut ainsi adopté en tant qu’unique véhicule de défense anti-aérienne le 5 septembre 1962.
La production ne put toutefois débuter à cette date : l’Union soviétique avait alors un important retard technologique sur les pays de l’OTAN en matière d’électronique à l’état solide, obligeant les ingénieurs à utiliser des tubes, beaucoup moins fiables et performants. Ils étaient en particulier très affectés par les vibrations et la chaleur, d’autant plus que lorsque le radar était en fonctionnement, les tubes chauffaient, augmentant rapidement la température à l’intérieur de la tourelle à des niveaux parfois même insupportables pour l’équipage. Le véhicule fut ainsi remanié plusieurs fois au cours des années suivantes afin de tenter de résoudre ces problèmes, avec un succès mitigé, et la production en série ne put débuter qu’en 1965.
La production s’étala de 1965 à 1984, avec cinq versions majeures : les deux versions de présérie et de production initiale en 1965, puis le ZSU-23-4V en 1968, le ZSU-23-4V1 en 1972 et enfin le ZSU-23-4M en 1977,. Les corrections concernaient majoritairement l’électronique, qui fut progressivement modernisée, avec l’introduction de composants à l’état solide.
À l’arrêt de la production, environ six mille cinq cents exemplaires avaient été produits dont près de deux mille ont été exportés. En 2020, le Shilka est toujours en service dans les armées de la fédération de Russie et de plus de trente autres pays.

### Histoire opérationnelle
Le ZSU-23-4 fut employé pour la première fois au combat par les Égyptiens et les Syriens en octobre 1973, pendant la guerre du Kippour, durant laquelle il infligea de lourdes pertes à l’aviation israélienne. Les appareils israéliens avaient en effet pour habitude de voler à basse altitude pour éviter les missiles sol-air SA-2 et SA-3 et furent pris par surprise en position vulnérable par les Shilka, dont ils ignoraient la présence. Les Égyptiens abattirent ainsi dix appareils rien que le premier jour du conflit, et les Syriens plus de trente au total ; les Israéliens estimèrent par la suite que la majorité des cent-trois avions qu’ils perdirent furent détruits par des ZSU-23-4. Cependant, le succès arabe fut de courte durée, les Israéliens ayant rapidement adapté leurs tactiques. Durant les guerres israélo-arabes suivantes, les Shilka restèrent ainsi une menace, mais n’infligèrent que des pertes réduites, par exemple six appareils lors de l’intervention militaire israélienne au Liban de 1982.
De la même manière, les Shilka irakiens ne connurent que peu de succès durant la guerre du Golfe en 1991. Les armées aériennes de la coalition avaient en effet à cette date déjà développées de nombreuses tactiques et armes permettant de réduire grandement l’efficacité de ceux-ci. Les hélicoptères d’attaque américains, AH-1 Cobra et AH-64 Apache, disposaient ainsi d’armement dont la portée efficace était largement supérieure à celle du Shilka et favorisaient donc les engagements à longue distance.
De leur côté, les Soviétiques utilisèrent le ZSU-23-4 au combat pour la première fois au combat à partir de 1979, pendant la guerre d’Afghanistan. Si le véhicule n’était que de peu d’intérêt dans son rôle traditionnel, étant donné l’absence totale de menace aérienne, il fut en revanche très utilisé contre les cibles au sol, la capacité en élévation de ses canons le rendant très utile dans les défilés des montagnes afghanes et en milieu urbain. Témoin de l’efficacité du Shilka, les rebelles afghans les surnommèrent Shajtan-Arba, « le chariot du Diable ». Certains véhicules, connus sous le nom de ZSU-23-4 Afghanskii, furent même modifiés sur le terrain afin d’améliorer leurs performances dans ce rôle en augmentant notamment la quantité de munitions embarquée.
Confrontés au même type de situation tactique lors des guerres de Tchétchénie, avec des tireurs embusqués au sommet des immeubles, trop haut pour les canons des chars, les Russes recoururent de nouveau avec succès au ZSU-23-4. La même tactique fut utilisée par l’armée syrienne lors de la guerre civile syrienne à Alep et Damas en 2011.
Le ZU-23-4 est utilisé lors de l'invasion de l'Ukraine par la Russie en 2022 pour lutter contre les drones, dont les Shahed 136. Son efficacité est cependant limitée.

## Caractéristiques

### Ensemble propulsif
Plusieurs châssis furent envisagés pendant le développement initial. Celui de l’ASU-85 s’étant toutefois révélé être trop léger pour supporter le poids de la tourelle et celui du T-54 n’offrant pas assez d’espace intérieur, les soviétiques développèrent sur la base du PT-76 un nouveau châssis nommé GM-575.
Le moteur compte huit-cylindres développant 280 ch, ce qui permet de faire atteindre à l’engin de 19 t une vitesse maximale de 50 km/h sur route et de 30 km/h en tout-terrain; l’autonomie est de 450 km.

### Armement et équipement

#### Armement et munitions
Le ZSU-23-4 tire la deuxième partie de son nom de son armement: quatre canons automatiques 2A7 de 23 mm pouvant tirer chacun à une cadence de 850-1 000 cps/m, soit un total de 3 400-4 000 cps/m pour le groupe de quatre. La vélocité des munitions en sortie de bouche est de 970 m/s et leur portée verticale théorique maximale de 5,1 km, bien que la portée maximale effective soit considérée comme limitée à 2,5 km; elle atteint toutefois jusqu’à 7 km contre les cibles au sol en tir horizontal.
À l’origine, le refroidissement des canons était uniquement passif, au contact de l’air ambiant. Cette conception ne permettait pas d’assurer un refroidissement suffisant des armes lors des engagements prolongés, ce qui conduisait à des pertes de contrôle de l’arme: du fait de la chaleur du canon, la charge propulsive de l’obus est amenée à son point d’auto-allumage dès qu’il est chargé, ce qui déclenche le tir sans action sur la détente de la part du tireur; le canon étant automatique, ce tir enclenche le chargement de l’obus suivant, qui est tiré à son tour, la réaction en chaîne ne s’arrêtant que lorsque le magasin est vide. Pour pallier ce problème, un système de refroidissement actif à eau fut rapidement installé.
Les munitions sont composées d’obus de 23 × 152 mm à étui d’acier et peuvent être de deux types: explosif ou perforant. La répartition est généralement de quarante obus explosifs pour dix obus perforants, chaque catégorie comportant également une certaine proportion de munitions traçantes.

#### Radar et systèmes électroniques
Le Shilka est équipé d’un radar RPK-2 Tobol, dont le radôme est monté au-dessus de la tourelle et peut-être replié lorsque le radar n’est pas en service. Il émet dans la bande J (en) et peut détecter des cibles jusqu’à 20 km, les capacités de verrouillage et de suivi étant limitées à 10 km. Au moment de sa mise en service, le RPK-2 est sans équivalent à l’Ouest du fait de ses performances et de sa capacité à résister aux contre-mesures électroniques existantes à l’époque. Il n’est toutefois pas exempt de défauts: très sensible, il détecte beaucoup de faux-positifs aux altitudes inférieures à 60 m, en raison des interférences créées par le sol. Il a également des difficultés à suivre les cibles trop proches et à suivre un appareil pendant une longue période. Ceci oblige l’équipage à remettre périodiquement le système à zéro. Certains de ces défauts ont cependant été corrigés lors de la mise à jour des Shilka de l’armée russe à la fin des années 1990. Le ZSU-23-4 est également équipé d’optiques classiques pour pouvoir engager des cibles au sol ou lorsque le radar est inopérant. Toutefois, l’absence de télémètre laser requiert un tireur particulièrement expérimenté pour que les chances de toucher la cible soient raisonnables.
Le système d’armes du Shilka peut fonctionner selon trois modes différents. Le mode « radar seul » est utilisé contre les cibles difficiles, comme un avion évoluant à grande vitesse à basse altitude. Dans ce mode, c’est l’ordinateur qui effectue le pointage des armes à partir des données obtenues du radar, et il est également capable d’effectuer une prédiction sur dix secondes. Ceci permet de maintenir le suivi d’une cible qui passerait momentanément derrière un obstacle. Le mode « radar et optiques » est utilisé contre les cibles aériennes lentes et les cibles au sol. Dans ce mode, le tireur effectue lui-même le suivi de la cible à travers les optiques. Mais, il reste assisté par l’ordinateur qui ajuste les armes pour tirer à la bonne distance, à partir de l’information fournie par le radar. Le mode « optiques seules » n’est utilisé que lorsque le radar est inopérant, que ce soit pour raisons techniques ou pour éviter la détection. dernier mode le tireur effectue lui-même le calcul de la solution de tir et le pointage des armes.
Le système d’armes du ZSU-23-4 est considérablement plus performant que celui de son équivalent américain de l’époque, le M163 VADS. Le pourcentage de coups au but par rafale d’un Shilka tirant sur un F-4 en vol horizontal à 1 km est de 0,13, alors qu’un VADS tirant sur un Mig-21 dans les mêmes conditions ne parvient qu’à un ratio de 0,08.

### Protection
Le ZSU-23-4 est protégé par un blindage fait de plaques d’acier soudées, dont l’épaisseur maximum est de 9,2 mm pour la tourelle et de 15 mm pour la caisse, ce qui est suffisant pour le protéger des tirs d’armes légères et des éclats d’obus, mais pas des projectiles de plus gros calibre ou grande vélocité.

## Versions

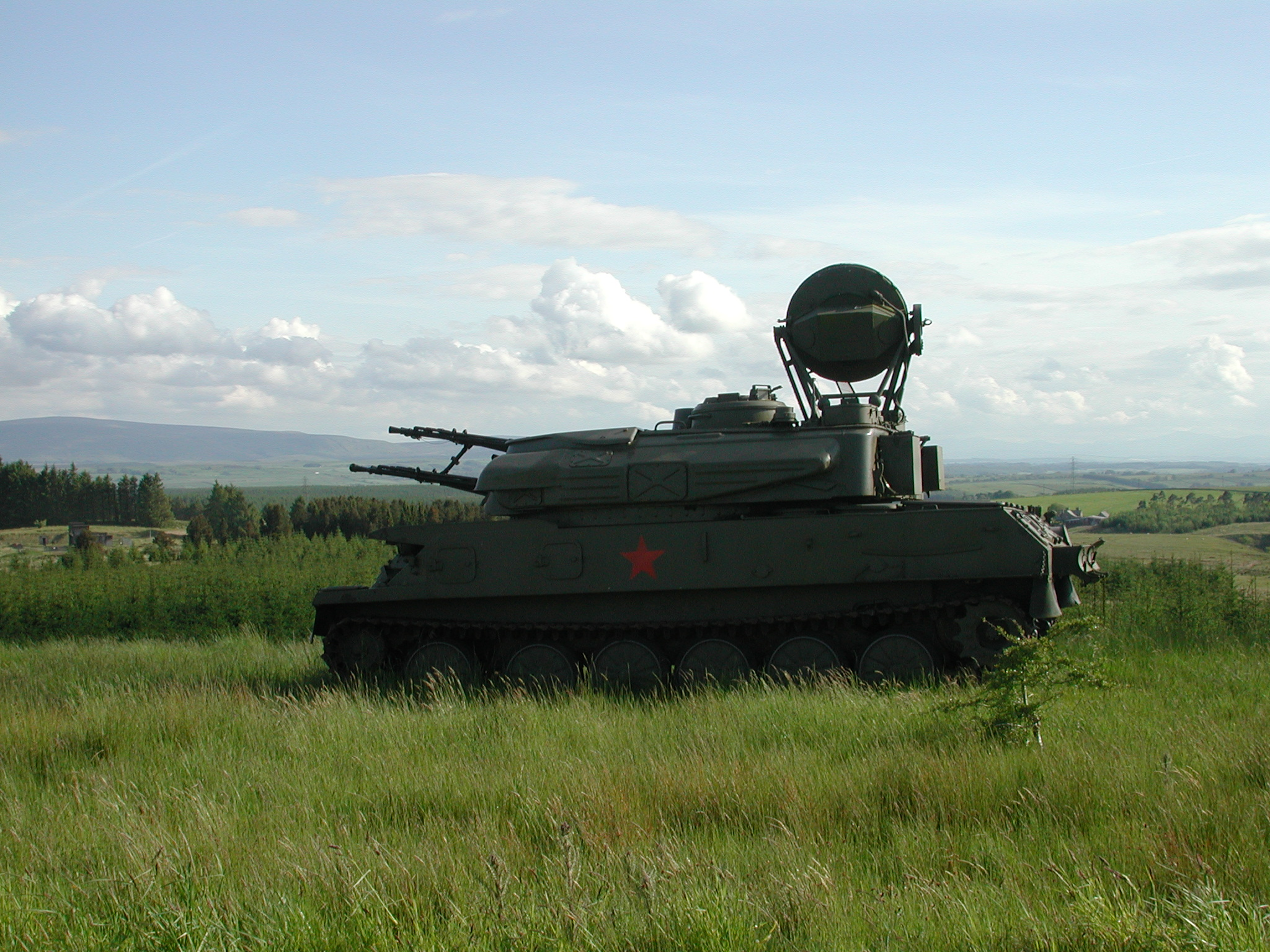
Un Shilka en exposition avec son radar en position en Écosse, capturé durant la Guerre d'Irak.

### Variantes de production
Le ZSU-23-4 a été produit en cinq grandes variantes. Les deux premières étaient les modèles de présérie et de production initiale de 1965, qui ne furent produites qu’en faible nombre et ne se différencient presque que par leur aménagement intérieur. Le ZSU-23-4V, aussi appelé modèle 1968, car présenté pour la première fois à la parade de la Victoire de Moscou de cette année, ne comportait également que peu de modifications, mais fut le premier à être exporté, la Pologne en ayant acquis quelques exemplaires.
Le ZSU-23-4V1, dont la production débuta en 1972, fut le premier modèle pour lequel la production fut sous licence à l’étranger, ainsi que le modèle le plus produit et le plus exporté. Cette version vit une amélioration importante de l’électronique et de l’antenne radar. Son aspect visuel extérieur est proche des modèles antérieurs, mais il s’en distingue toutefois au niveau des carénages latéraux de la tourelle.
La dernière version de production est apparue au milieu des années 1970 et fut appelée ZSU-23-4M. L’électronique fut modernisée afin d’introduire un maximum de composants à l’état solide et le système de conduite de tir fut également modifié.

### Modifications de terrain
Lors de la guerre d’Afghanistan, les Soviétiques utilisèrent massivement le ZSU-23-4 contre les cibles au sol, tandis qu’il n’y avait aucune menace aérienne. Afin d’améliorer les performances dans ce rôle, les ateliers de terrain modifièrent un nombre substantiel de Shilka : le radôme et l’équipement électronique du radar fut retiré et remplacé par des conteneurs de munitions, doublant ainsi le nombre d’obus embarqués, pour un total de quatre mille, et ils furent également dotés de dispositifs de vision nocturne,. Cette version prit le nom de ZSU-23-4M2 Afghanskii.

### Versions étrangères
La Chine a conçu deux systèmes d’armes basés sur ses propres versions du ZU 23-2 :
- Shen Gong (Giant Bow) alias SG ADS5 (Shen Gong Air Defense System), ensemble structuré de plusieurs canons Type 85 (jusqu’à huit pièces) et d’un centre de commandement sur véhicule. Existe en version navale.
- Shen Gong-II (Giant Bow II), version export apparue en 2005 et modernisée, disposant en plus des canons de lanceurs de missiles TY-90 et d’un radar tridimensionnel.

Une version à six canons (ZU 23-6) a été réalisée par la République islamique d'Iran, vraisemblablement restée à l’état de prototype. La configuration tractée iranienne à huit tubes nommée Mesbah-1, produite en petite série, est originale et unique en son genre.

## Utilisateurs

### Utilisateurs principaux
Allemagne de l'EstLa Nationale Volksarmee acheta une centaine de ZSU-23-4 en remplacement de ses ZSU-57-2. À la réunification, ils connurent des sorts divers: la plupart furent détruits ou rendus à l’Union soviétique, mais quelques-uns rejoignirent des musées. Une dizaine furent également achetés par la filiale néerlandaise de Thales, qui envisageait de les moderniser et de les revendre à l’armée néerlandaise, mais celle-ci ne donna pas suite au projet.
 ÉgypteLes ZSU-23-4 égyptiens causèrent des dégâts considérables à l’aviation israélienne pendant la guerre du Kippour.
 IndeL’Inde a acheté une centaine de Shilka à l’Union soviétique dans les années 1970. Ils ont été modernisés ultérieurement par les entreprises Bharat Electronics et Israel Aerospace Industries, se voyant dotés d’un nouveau moteur, ainsi que d’un nouveau radar et de meilleurs systèmes électroniques. Par ailleurs, l’Inde a acquis en 2014 auprès de l’Ukraine cent trente-quatre ZSU-Donets.
 PologneLa Pologne fut le seul opérateur étranger du ZSU-23-4V Modèle 1968, dont elle acheta quelques exemplaires. Tous modèles confondus, le pays a acquis cent cinquante Shilka, la plupart étant toujours en service en 2015. Leur électronique a toutefois été modernisée à partir de 1998 et ils ont par la même occasion reçu en plus de leur armement principal quatre missiles sol-air PZR Grom; cette version actualisée, qui a pris le nom de ZSU-23-4 MP « Biała », est sinon identique au véhicule d’origine.
 RussieLa Russie est logiquement le plus gros opérateur du Shilka. À la fin des années 1990, l’armée russe a entrepris de les moderniser : l’opération a notamment visé à remplacer les systèmes électroniques d’origine par des ordinateurs plus modernes, ce qui a permis un gain de Performances important en matière de suivi et de précision du tir. L’armement a également été augmenté de deux missiles sol-air 9K38 Igla installés de part et d’autre de la tourelle et un travail important a également été réalisé pour réduire la signature thermique. Au niveau de la motricité, la transmission d’origine a entièrement été remplacée par un nouveau modèle hydrostatique, augmentant la vitesse maximale de plus de 10 km/h.
 UkraineÀ la chute de l’Union soviétique, l’Ukraine, désormais indépendante, récupéra une partie des ZSU-23-4 de l’Armée rouge. Elle lança un programme de reconstruction de ces véhicules à la fin des années 1990. Cette transformation, réalisée par l’usine Malishev de Kharkiv, consista à remplacer le châssis original par un châssis de char T-80 et à augmenter l’armement de missiles 9K35 Strela 10. Cette version, dénommée « Donets », a également été exportée en Inde en 2014.

### Autres utilisateurs
| - Abkhazie - Afghanistan Quelques ZSU-23-4V1 acquis à la fin des années 70 - Algérie ZSU-23-4M. Modernisation des 420 exemplaires avec des missiles anti-aérienne de courte portée de type Igla - Angola - Arménie - Biélorussie - Bulgarie - Corée du Nord - République du Congo - Cuba | - Éthiopie - Haut-Karabagh - Hongrie ZSU-23-4V1 - Iran ZSU-23-4V1 - Irak - Jordanie - Liban Quelques ZSU-23-4M pris aux Palestiniens - Libye - Mali (au moins trois exemplaires en 2011) - Maroc - Mongolie - Mozambique | - Nigeria - Palestine ZSU-23-4M - Pérou - Roumanie - Slovaquie - Somalie - Syrie ZSU-23-4V1 - Vietnam - Yémen - Yougoslavie |

## Culture populaire
Le ZSU-23-4 apparaît dans le jeu vidéo War Thunder, il est présent dans les arbres de recherche soviétique et israélien.